# Vicenç Piera i Pañella
Vicenç Piera i Pañella, conegut pel sobrenom de "La Bruixa", (Barcelona, 11 de juny de 1903 – 13 de juny de 1960) va néixer al barri barceloní de Les Corts, tot i que començà a jugar defensant els colors del Centre d'Esports de Sants. Va ser un dels millors extrems drets de la història del FC Barcelona, membre del Barça de l'edat d'or, on va jugar des de la temporada 1920/21 fins a la 1932/33 i disputà un total de 395 partits, aconseguint 123 gols.

## Palmarès
- 1 Lliga: 1928-29
- 4 Campionats d'Espanya: 1921-22, 1924-25, 1925-26 i 1927-28
- 10 Campionats de Catalunya: 1920-21, 1921-22, 1923-24, 1924-25, 1925-26, 1926-27, 1927-28, 1929-30, 1930-31 i 1931-32
- 1 Copa de Campions: 1927-28